# Alfred Horne
James Alfred "Buddy" Horne, född 4 oktober 1933 i Toronto, död 25 februari 1977, var en kanadensisk ishockeyspelare.
Han blev olympisk bronsmedaljör i ishockey vid vinterspelen 1956 i Cortina d'Ampezzo.